# Ingrid Persson (författare)
Ingrid Alice Persson, ogift Salin, född 16 mars 1939 i Åre församling i Jämtlands län, är en svensk författare av barn- och hembygdsböcker. Hon gav ut flera böcker under 1980- och 1990-talen. Hon medverkade i radioprogrammet Inblick i P1 1995.
Ingrid Persson är bosatt i Hullaryd i Småland och är sedan 1967 gift med Kenneth Persson (född 1942).